# داوود منشی‌زاده
داوود منشی‌زاده (۶ شهریور ۱۲۹۴ – ۲۲ تیر ۱۳۶۸) فرزندِ ابراهیم منشی‌زاده یکی از طراحان کمیته مجازات دوران مشروطه، زبان‌شناس و کنشگر سیاسی ایرانی بود. او به‌طور عمده برای مشارکت‌هایش در زبان‌شناسی ایران، مخصوصاً مطالعهٔ زبان‌های ایرانی مدرن و میانه شناخته شده است. او در داخل و خارج از ایران در زمینهٔ سیاسی نیز فعال بود. او رهبر حزب سومکا و از پیشگامان ایدئولوژی نازیسم در ایران بود.

## زندگی
داوود منشی‌زاده نوه «کریم بیک» بود. کریم بیک از اهالی ایروان بود و به دلیل مخالفت با حکام روسی توسط کاساگوفسکی رئیس روسی قزاق خانه مسموم شد. پس از کشته شدن کریم بیک فرزندش ابراهیم منشی‌زاده، پدر داوود منشی‌زاده، به فراخوان کاساگوفسکی به خدمت نیروهای قزاق درآمد. میرزا ابراهیم در دوره‌های بعد از بنیان‌گذاران کمیته مجازات شد. وی به همراه سرتیپ اسدالله خان ابوالفتح‌زاده به کلات نادری تبعید شد ولی در میان راه سمنان به دامغان به دستور حسن وثوق‌الدوله کشته شد. مأموران این‌گونه وانمود کردند که هر دو به هنگام فرار از دست آنان تیر خورده‌اند. آموزش داوود منشی‌زاده را پس از مرگ پدر، مادر بزرگش برعهده گرفت. داوود منشی‌زاده در سال ۱۳۱۰ از سوی دولت برای آموزش به فرانسه رفت و از دانشگاه ژنو (de Genève) در سال ۱۳۱۶ لیسانس ادبیات گرفت.
او از سال ۱۹۴۰ به عنوان کارشناس و مشاور تبلیغاتی گوبلز در امر مسئله یهود در ایران فعال بود و در سال ۱۹۴۱ مأموریت یافت که مطالبی با مضامین فاشیستی به زبان فارسی منتشر کند. منشی‌زاده در سال‌های پایانی جنگ جهانی دوم و ورود متفقین به آلمان همچنان در برلین ماند و تا روزهای پایانی جنگ علیه متفقین جنگید. وی نهایتاً از ناحیه پا مجروح شد و پس از پایان جنگ به ایران بازگشت تا فعالیت‌های سیاسی خود را در ایران از سر بگیرد. داوود منشی‌زاده به‌خاطر مجروحیت پا با عصا راه می‌رفت. او علاقهٔ زیادی به هیتلر داشت و سعی می‌کرد خود را در ظاهر، مدل لباس و مو نیز شبیه به او نشان دهد. شیفتگی منشی‌زاده به نازیسم در سخنان او نیز مدام تکرار می‌شد و در هر جایی تلاش می‌کرد تا از پیشوای خود دفاع کند. برای مثال در پاسخ به دانشجویانی که هیتلر را دیکتاتور خوانده بودند، چنین می‌گوید: «هیتلر دیکتاتور نیست، هر کس این را بگوید اشتباه کرده. هیتلر در میان ما، در آغوش ما بوده است. من چندین بار در رستوران «استریا باواریا» نشسته بودم و غذا می‌خوردیم که رئیس مملکت، رهبر حزب و شخص اوّل اروپا با نهایت سادگی همراه دو سه نفر از آجودان‌های خود به آنجا می‌آمد، غذا می‌خورد و می‌رفت. استالین دیکتاتور است، روزولت دیکتاتور است، نه هیتلر. هیتلر رهبری است که افکار ملّت خود را در خود متمرکز و متبلور کرده است.» این سخنان در حالی گفته می‌شد که هیتلر در جنگ شکست خورده و خودکشی کرده بود و دیگر در خود آلمان نیز طرفدار نداشت.
داریوش همایون که در حزب سومکا با داوود منشی‌زاده همکاری نزدیکی داشته است، وی را این‌گونه توصیف می‌کند:
منشی‌زاده مردی بسیار بسیار با فرهنگ بود. سراپا دانش و ذوق، و عمق زندگی فرنگی را دریافته بود و عمق فرهنگ ایرانی را آشنا بود. یکی از مردان برجستهٔ زمانش بود و نثر بسیار غنی و نیرومندی داشت؛ یک شیوهٔ نگارش خیلی استثنایی ویژهٔ خودش. چندین کتاب نوشته است: یک مجموعه داستان‌ها به نام «در به در در پی بهشت»، یکی دیگر به نام «مانند گیاه هرز بار آمدیم» که خاطراتی بود و به چاپ نرسید. ترجمه‌های زیادی کرد. از خوزه ارتگا یی گاست (Jose Ortega Y Gaset) دو کتاب ترجمه کرد. «انتلکتوئل و دیگری» و «طغیان توده‌ها». هر دو کتاب اثر پایداری در من به جای گذاشت. یی گاست از متفکران اجتماعی بزرگ سده بیستم است و «انتلکتوئل و دیگری» شیواترین توصیف این تیپ انسانی به‌شمار می‌رود. او همچنین تکه‌هایی از زرتشت نیچه را ترجمه کرد. نثر فارسی فوق‌العاده‌ای داشت. من خیلی زیاد تحت تأثیر نثر او قرار گرفتم. منتها به دوستانش بی‌وفایی کرد. به محض اینکه رسید، زیر پای دوستانش را به کمک همسالان من جارو کرد. وقتی من وارد حزب شدم، آن دستهٔ اوّل که سازمان‌دهندگان اصلی حزب بودند، همه را اخراج کرده بود و ما جوان‌ترها حزب را در دست گرفتیم و بعد هم میمون‌وار از هیتلر تقلید می‌کرد، حتی سبیلش. موی هیتلری نداشت و میان سرش طاس شده بود ولی سخن گفتن، واژه‌ها و عبارات شدیداً تقلیدی از هیتلر بود.

### دورهٔ اقامت در آلمان
منشی‌زاده در سال ۱۹۳۷ به آلمان رفت و در سال ۱۹۳۸ آموزشش را در رشته‌های اسلام‌شناسی و ایران‌شناسی و هندشناسی ادامه داد. در این سال در مونیخ برای یکپارچگی ایران و افغانستان تلاش و انجمن ایران و افغان را پشتیبانی و همراهی می‌کرد. وی پس از سال ۱۹۳۹ با بهرام شاهرخ (فرزند ارباب کیخسرو شاهرخ) در رادیو آلمان (بخش فارسی) همکاری کرد. او همچنین استاد دانشگاه لودویگ ماکسیمیلیان مونیخ بود.
منشی‌زاده به آلمان رفت و در دانشگاه مونیخ و سپس دانشگاه برلین نزد والتر ووست از دانشوران آلمانی تحصیل کرد. زمینه‌های تحصیل او مطالعات ایرانی، هندی و اسلامی بود. فرارسیدن جنگ جهانی دوم تحصیل او را ناگزیر متوقف کرد، ولی او توانست مدرک پی‌اچ‌دی خود را در سال ۱۹۴۵ از دانشگاه برلین دریافت کند. او پایان‌نامه‌اش را با موضوع تعزیه نوشت که بعدها در سال ۱۹۶۷ در سوئد منتشر شد. به نظر می‌رسد او در ۱۹۴۸ بازدید کوتاهی از ایران داشته، ولی به دلیل فعالیت‌هایش به هواداری از آلمان در جریان جنگ، دولت ایران او را از هر شغلی بازداشت. در بازگشت به مونیخ او با دختر یکی از استادانش ازدواج کرد که چهار فرزند از او داشت. او از ۱۹۵۰ تا ۱۹۵۱ در دانشگاه اسکندریه مصر فارسی تدریس کرد. در ۱۹۵۱ به تهران نقل مکان کرد و تا سال ۱۹۵۸ در سیاست ملّی درگیر بود. در ۱۹۵۱ حزبی به نام حزب سوسیالیست ملّی کارگران ایران (سومکا) تأسیس کرد که تا حد زیادی در ایدئولوژی و ساختار از حزب نازی الگوبرداری کرده بود. این حزب به زودی به خاطر فعالیت‌های ضدحکومتی و ضدکمونیستی‌اش شهره شد.
در همین سال‌ها منشی‌زاده با سازمان تبلیغات آلمان نازی آغاز به همکاری کرد و در داس رایش روزنامه حزب نازی مطلب می‌نوشت.
با وقوع کودتای ۱۳۳۲ ستاره بخت سومکا نیز غروب کرد. در دهه ۱۹۵۰ منشی‌زاده آثار شماری از اندیشمندان اروپایی را منتشر کرد. در ۱۹۵۴ او حسب‌حال خود را با عنوان «در به در در پی بهشت» منتشر کرد. او از ۱۹۵۸ تا ۱۹۶۱ در آمریکا زندگی کرد و در کتابخانه کنگره کار می‌کرد.
گفته شده در سال ۱۹۶۱ حسن ارسنجانی سیاستمدار از او دعوت کرد که به ایران برگردد و شهردار تهران شود، ولی این وعده هرگز محقق نشد. او به فعالیت‌های سیاسی و ادبی خود در تهران تا سال ۱۹۶۳ ادامه داد ولی امیال سیاسی او محقق نشدند. او نهایتاً در سوئد ساکن شد و به تدریس ادبیات و زبان‌های ایرانی در دانشگاه‌های اوپسالا و استکهلم پرداخت. در اوپسالا بود که برنفرید شلارت ایران‌شناس برجسته در سال ۱۹۶۶ دوستی نزدیکی با منشی‌زاده برقرار کرد. در واقع این استیگ ویلکاندر بود که او را به منشی‌زاده معرفی کرد و گفت که منشی‌زاده «یک ایرانی و یک آریایی است. ما با کارل هوفمان نزد والتر وورست در مونیخ تحصیل می‌کردیم.» شلارت منشی‌زاده را بسیار هم‌سلیقه و شوخ‌طبع و همچنین آشپزی درجه یک یافت که مفری از «آشپزی افتضاح سوئدی» فراهم می‌کرد. منشی‌زاده در سال ۱۹۷۲ استاد مدعو دانشگاه ماربورگ در آلمان بود. به نظر می‌رسد که وی پس از سکونت در سوئد کمتر به سیاست و بیشتر به انتشارات دانشگاهی مشغول بوده است. او در ۱۹۸۰ از تدریس در اوپسالا و استکهلم کناره گرفت. در ۱۹۸۷ برای آخرین بار در تلاش ناموفق برای کسب کرسی دانشگاهی مطالعات ایرانی به آمریکا رفت. او در ۱۳ ژوئیه ۱۹۸۹ در اوپسالا سوئد درگذشت.

## آثار
- وهرود و آرنگ، تهران، ۱۳۶۸.
- برگردان افسانه گیلگمش به پارسی

- Das Persische im Codex Cumanicus, Uppsala: Studia Indoeuropaea Upsaliensia, 1969.
- Topographisch-historische Studien zum iranischen Nationalepos, Wiesbaden: Abhandlungen für die Kunde des Morgenlandes, 1975.
- Wörter aus Xurāsān und ihre Herkunft, Leiden: Acta Iranica ; Troisième série, Textes et mémoires, 1990.
- Die Geschichte Zarēr's, ausführlich komment. von Davoud Monshi-Zadeh, Uppsala: Studia Indoeuropaea Upsaliensia, 1981.
- Ta'ziya: das persische Passionsspiel / mit teilweiser Übersetzung der von Litten gesammelten Stücke von Davoud Monchi-Zadeh, Stockholm: Skrifter utgivna av K. Humanistiska vetenskapssamfundet, 1967.